# Renan (football, 1989)
Pour les articles homonymes, voir Renan.
Renan Rodrigues da Silva, dit Renan  est un footballeur brésilien né le 9 octobre 1989 à Londrina dans l’État du Paraná.

## Biographie
Ce milieu de terrain formé à l'Atlético Paranense, participe à la Coupe du monde de football des moins de 20 ans 2009. 
Pour s'aguerrir, il est prêté à l'été 2010 au club biélorusse du Dinamo Minsk, en compagnie de plusieurs coéquipiers (notamment Lucas Sotero) dans le cadre d'un partenariat entre les deux clubs. Il devient titulaire au milieu de terrain.

## Carrière
- 2009-2015 :  Atlético Paranaense
- 2010 :  Dinamo Minsk[1] (prêt)
- 2013-2014 :  Atlético Goianiense (prêt)
- 2015 :  XV de Piracicaba (prêt)
- 2015-2018 :  Adanaspor
- 2019- :  Giresunspor